# 1919 no jornalismo
Nesta página encontrará referências aos acontecimentos directamente relacionados com o jornalismo ocorridos durante o ano de 1919.

## Eventos
- 23 de fevereiro - Fundado o jornal "A Batalha", em Portugal.
- maio — Fim da publicação semanal literária e ilustrada "Canção de Portugal: o fado" (Lisboa, Portugal) que foi inicialmente publicado em 1916.[1]

## Nascimentos
| Data        | Nome              | Profissão  | Nacionalidade | Observações | Ref |
| ----------- | ----------------- | ---------- | ------------- | ----------- | --- |
| 26 de abril | Georges de Caunes | jornalista | França        | m. 2004     |     |
| 12 de julho | Aurélio Márcio    | jornalista | Portugal      | m. 2010     |     |

## Mortes
| Data           | Nome                             | Profissão                              | Nacionalidade                              | Observações | Ref |
| -------------- | -------------------------------- | -------------------------------------- | ------------------------------------------ | ----------- | --- |
| 8 de fevereiro | Júlio de Castilho                | jornalista, poeta, escritor e político | Reino Unido de Portugal, Brasil e Algarves | n. 1840     |     |
| 15 de junho    | Sabino Barroso                   | jornalista e político                  | Brasil                                     | n. 1850     |     |
| 23 de agosto   | Aurélio Veríssimo de Bittencourt | jornalista e escritor                  | Brasil                                     | n. 1849     |     |
| 16 de dezembro | Luigi Illica                     | comediógrafo, jornalista e libretista  | Ducado de Parma e Placência                | n. 1857     |     |